# NGC 4071
NGC 4071 (другие обозначения — PK 298-4.1, ESO 94-PN12, AM 1201-670) — планетарная туманность в созвездии Мухи. Открыта Джоном Гершелем в 1835 году. В центре туманности находится яркая звезда 12-й величины.
Этот объект входит в число перечисленных в оригинальной редакции «Нового общего каталога».